# Parque Estadual Vale do Fogo
O Parque Estadual do Vale do Fogo (Valley of Fire State Park) está localizado em  Nevada, nos Estados Unidos da América. Ele abrange uma área de 34.880 acres (141 km²) e foi fundado em 1935. O Vale do Fogo recebeu esse nome por causa da coloração vermelha de seu terreno arenoso, que inclui dunas e depósitos de areia cuja idade remonta à Era dos Dinossauros.
O Vale do Fogo está localizado a 80 km a noroeste de Las Vegas e eleva-se entre 610 e 790 m do nível do mar. Lá existe a Área de Recreação do Lago Mead na confluência do Rio Virgin. O solo do parque possui belas formações  geológicas provocadas pela erosão e também dunas de areia, com idade de 150 milhões de anos. Podem ser vistas também rochas de xisto, calcário e conglomerados.  

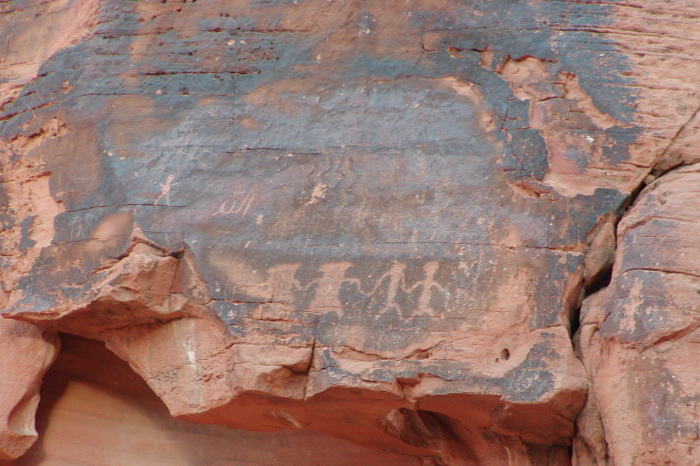
Desenhos pré-históricos nas rochas

Habitantes  pré-históricos do vale foram os Pueblos, também conhecidos por Anasazi, que foram fazendeiros e agricultores que se fixaram no Moapa Valley. Eles viveram no local por volta de 300 a.c. a 1150 d.c. Eles também praticavam ritos religiosos e deixaram inscrições e desenhos artísticos nas rochas do parque.A entrada do parque é pela Interestadual 15 em Nevada, passando pela Reserva Indígena  Moapa.

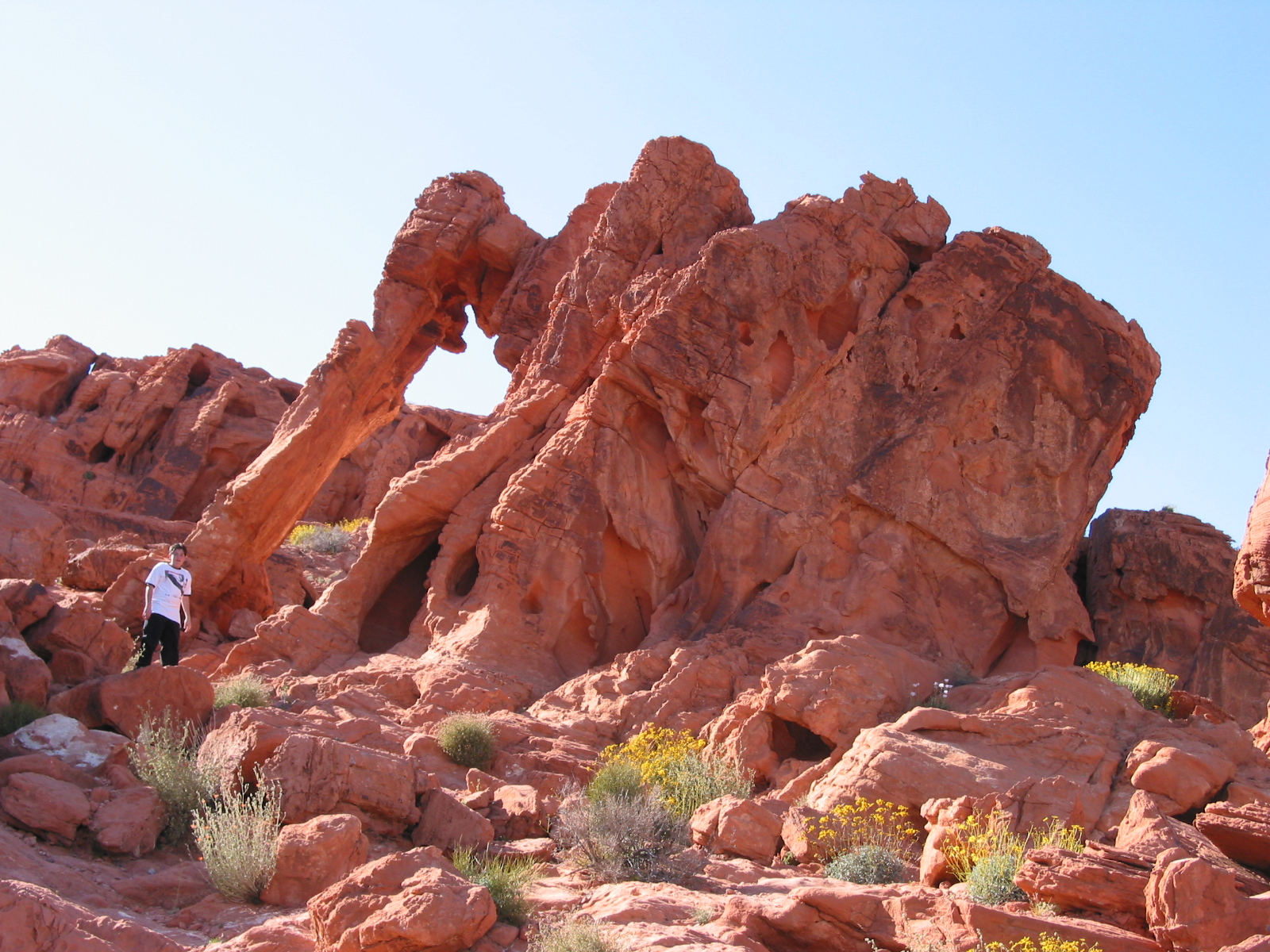
A rocha Elefante

## Cenário de filmes
O Vale do Fogo foi locação de vários filmes conhecidos :
- Transformers
- Star Trek: Generations , onde o Capitão Kirk morreu.
- The Professionals
- Domino
- Total Recall, simulando cenários de Marte.
- Cherry 2000 .